# Người Lô Lô
Người Lô Lô (theo cách gọi ở Việt Nam và Thái Lan) hay người Di theo cách gọi ở Trung Quốc (tiếng Trung: 彝族; Hán-Việt: Di tộc; bính âm: Yìzú), Mùn Di, Màn Di, La La, Qua La, Ô Man, Lu Lộc Màn, người Yi trong nhiều văn liệu quốc tế, là một sắc tộc có vùng cư trú truyền thống là tiểu vùng nam Trung Quốc - bắc bán đảo Đông Dương.
Người Lô Lô là một trong số 54 dân tộc ở Việt Nam với số dân 4.827 người theo Điều tra dân số 2019.
Người Lô Lô cũng là một trong số các dân tộc thiểu số ở Thái Lan, Lào và Trung Quốc.
Tên gọi Lô Lô (Lolo) ở Trung Quốc có khi được coi là mang sắc thái không hay, nhưng lại là tên tự gọi ở Việt Nam và Thái Lan.

## Dân số và địa bàn cư trú
Nguồn sống chủ yếu của người Lô Lô là trồng ngô hoặc lúa nương. Người Lô Lô có nhiều dòng họ. Người trong dòng họ thường cộng cư với nhau thành một làng.
Ở Trung Quốc, với số dân 7.762.286 người, người Di (tên tự gọi theo phiên tự: Nuosu) là dân tộc đông thứ 7 trong số 56 dân tộc được công nhận chính thức của Trung Quốc. Họ sống chủ yếu ở các vùng nông thôn, vùng núi thuộc các tỉnh Tứ Xuyên, Vân Nam, Quý Châu và Khu tự trị dân tộc Choang Quảng Tây.

## Người Lô Lô Tại Việt Nam
Ở Việt Nam, năm 1999 có 3.307 người Lô Lô, cư trú chủ yếu ở các huyện Đồng Văn, Mèo Vạc (tỉnh Hà Giang), Bảo Lạc (tỉnh Cao Bằng), Mường Khương (Lào Cai).
Người Lô Lô tại Việt Nam nói tiếng Mantsi (là một ngôn ngữ Lô Lô-Miến thuộc nhóm Mondzi), có nét văn hóa đặc trưng riêng biệt với nhóm Di/Lô Lô tại Trung Quốc. Người Lô Lô phân thành các nhóm như Lô Lô Hoa ở Mèo Vạc, Đồng Văn. Lô Lô Đỏ, Lô Lô Trắng ở Mèo Vạc, Yên Minh. Riêng nhóm Lô Lô Đen tập trung ở Bảo Lạc, Cao Bằng.
Theo Tổng điều tra dân số và nhà ở năm 2009, người Lô Lô ở Việt Nam có dân số 4.541 người, cư trú tại 30 trên tổng số 63 tỉnh, thành phố. Người Lô Lô cư trú tập trung tại các tỉnh: 
Cao Bằng (2.373 người, chiếm 52,3% tổng số người Lô Lô tại Việt Nam), 
Hà Giang (1.426 người), 
Lai Châu (617 người).

## Ngôn ngữ
Người Lô Lô nói tiếng Lô Lô (hay tiếng Di), là một ngôn ngữ thuộc ngữ tộc Tạng-Miến trong ngữ hệ Hán-Tạng. Tiếng Lô Lô có chữ viết riêng theo vần (âm tiết). Chữ viết của người Lô Lô trước kia là chữ tượng hình, nhưng hiện nay ít khi sử dụng; một số bài hát dân ca Lô Lô hay chương trình dạy tiếng Lô Lô trên truyền hình ở Trung Quốc đều chứa cả phụ đề tiếng Trung. Theo Ethnologue, nhóm các ngôn ngữ Di tại Trung Quốc bao gồm 29 ngôn ngữ có quan hệ gần gũi với nhau.
Khoảng thế kỷ 14, người Lô Lô đã có chữ tượng hình với 140 bộ thủ. Người ta dùng phương pháp ghép bộ thủ để diễn đạt nghĩa. Chữ được ghi trên các tấm gỗ mỏng, trên da thú hoặc loại giấy dày, thô. Tới nay chỉ có một số gia đình còn giữ lại được một vài mảnh có ghi lại loại chữ đó mà ít ai đọc được.

## Lịch sử
Truyền thuyết nói rằng người Di bắt nguồn từ tộc người Khương cổ (古羌) ở miền Tây Trung Quốc. Người Khương cổ được coi là thủy tổ của các dân tộc Tạng, Nạp Tây và Khương (羌 Qiang) ở Trung Quốc ngày nay. Người Di đã di cư từ vùng đông nam Tây Tạng qua Tứ Xuyên xuống Vân Nam, là nơi ngày nay họ tập trung đông nhất. Người Lô Lô còn có tên là Di có lẽ là do họ sống ở nam Trung Quốc.

## Hôn nhân gia đình
Hôn nhân theo tục Lô Lô là hôn nhân một vợ một chồng, cư trú nhà chồng.
Phong tục cưới xin của người Lô Lô mang nặng tính gả bán với việc thách cưới cao (bạc trắng, rượu, thịt...). Sau hôn nhân, cô dâu cư trú bên chồng. Con trai cô có thể lấy con gái cậu song không được ngược lại.

## Văn hóa

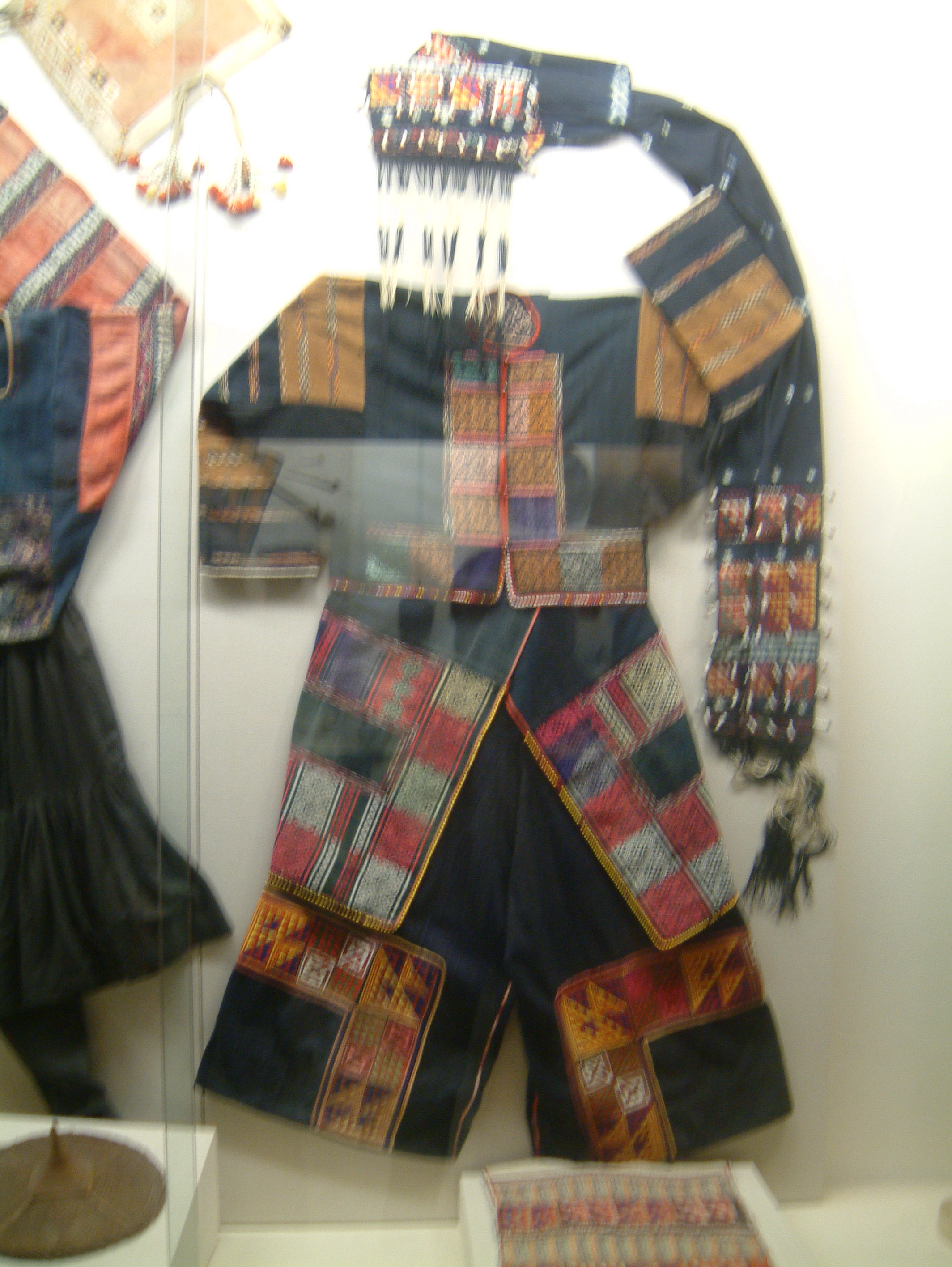
Trang phục nữ dân tộc Lô Lô đen ở Hà Giang (ảnh chụp tại Bảo tàng Dân tộc học Việt Nam)

Văn hóa dân gian Lô Lô đa dạng, đặc sắc thể hiện qua các điệu nhảy múa, hát ca, truyện cổ... Cách bố trí hoa văn trên khăn áo, váy, quần có nét riêng biệt
Lịch của người Lô Lô chia một năm thành 11 tháng, mỗi tháng tương ứng với tên một con vật.
Người Lô Lô có trống đồng, được bảo quản bằng cách chôn xuống đất và chỉ khi nào sử dụng mới đào lên. Tộc trưởng của mỗi họ là người được giữ trống. Trống chỉ được dùng trong các đám tang hoặc đánh để giữ nhịp cho các điệu nhảy múa. Họ là một trong số ít các dân tộc ở Việt Nam hiện nay còn sử dụng trống đồng trong sinh hoạt. Trống đồng là một nhạc cụ truyền thống của người Lô Lô gắn liền với huyền thoại về nạn hồng thủy. Theo huyền thoại thì ngày xưa có nạn lụt lớn, nước dâng cao đến tận trời. Có hai chị em nhờ trời cứu để chị vào trống đồng to, em vào trống đồng nhỏ. Hai chị em thoát chết nhờ trống nổi lên mặt nước. Hết lụt họ ở trên núi, sống với nhau thành vợ, thành chồng. Họ là thủy tổ của loài người tái sinh.
Quan niệm về âm dương, sự sinh sôi nảy nở có lẽ còn được bảo tồn rõ ràng với lối hoà tấu hai trống đực và cái cùng một lúc. Trống treo trên giá đặt ở phía chân người chết; mặt của hai trống quay lại với nhau. Người đánh trống đứng ở giữa, cầm dùi đánh bằng hai đầu, cứ một đầu dùi đánh một trống. Chỉ những người đàn ông chưa vợ hoặc có vợ không ở trong thời kỳ thai nghén mới được đánh trống.
Trống đồng không những là một tài sản quý, một nhạc cụ độc đáo mà còn là một khí cụ mang tính chất tôn giáo. Có tiếng trống đồng thì hồn người chết mới tìm được đường về nơi sinh tụ đầu tiên của tổ tiên.
Nhiều người Di ở tây bắc Vân Nam còn giữ một hình thức phức tạp của chế độ nô lệ. Người Di trắng và một vài nhóm tộc khác còn bị giữ làm nô lệ. Những nô lệ "đẳng cấp cao" thì được phép canh tác trên ruộng đất của họ, lại có nô lệ của mình và dần dần có thể "mua" tự do cho mình.

## Tín ngưỡng
Người Lô Lô thờ tổ tiên là chính. Họ theo tín ngưỡng coi mọi vật đều có linh hồn. Đứng đầu dòng họ là Thầu chú (Bimaw). Ông này phụ trách việc cúng bái và duy trì tục lệ của dòng họ. Họ vẫn còn giữ được một vài văn bản tôn giáo cổ viết bằng một thứ chữ tượng hình của họ. Tôn giáo của họ cũng mang nhiều yếu tố của Đạo giáo và Phật giáo.
Tang ma có nhiều lễ thức độc đáo như hoá trang, nhảy múa, đánh lộn... Dấu vết của tục săn đầu còn thể hiện khá rõ ở hiện tượng một người luôn đeo chiếc túi vải có đựng khúc gỗ hay quả bầu có vẽ mặt người trong tang lễ.

## Cộng đồng, nhà cửa
Người Lô Lô có nhiều dòng họ. Người trong dòng họ thường cộng cư với nhau thành một làng. Người Lô Lô thường lập làng ở lưng chừng núi, nhưng gần nguồn nước. Nhà cửa ở khá tập trung, mỗi làng từ 20 đến 25 nóc nhà. Người Lô Lô có ba loại nhà khác nhau: nhà đất, nhà sàn nửa đất và nhà sàn.

## Trang phục
Phong phú về chủng loại, kỹ thuật tạo dáng áo và độc đáo về phong cách mỹ thuật, khó lẫn lộn với bất cứ tộc người nào. Có nhiều nhóm địa phương.

### Trang phục nam
Nam giới Lô Lô thường mặc áo xẻ nách năm thân dài tới gối, màu chàm. Quần cũng là loại xẻ dùng màu chàm. Trong đám tang mặc áo dài xẻ nách, trang trí hoa văn sặc sỡ theo từng chi và dòng họ.

### Trang phục nữ
Phụ nữ Lô Lô để tóc dài quấn ngang đầu. Bên cạnh đó họ còn dùng khăn quấn thành nhiều lớp trên đầu hoặc đội. Khăn cũng được trang trí các mô típ hoa văn và các tua vải màu sắc sặc sỡ. Ngoài ra còn có loại mũ khăn trang trí hoa văn theo lối ghép vải - một phong cách mỹ thuật khá điển hình của cư dân Tạng - Miến (mà Lô Lô là tộc biểu hiện khá tập trung và điển hình). Các nhóm Lô Lô ăn mặc khác nhau. Xưa người Lô Lô phổ biến loại áo dài cổ vuông, tay dài, chui đầu (vùng Bảo Lạc, Cao Bằng), hoặc loại áo ngắn thân cổ vuông, ống tay áo nối vào thân, có thể tháo ra. Cạnh đó còn có loại áo cánh ngắn, xẻ ngực, cổ cao, tròn cài cúc. Nhóm Lô Lô trắng có áo dài lửng ống tay rộng, xẻ nách cao, theo kiểu đuôi tôm, cổ áo gấu áo trước và sau được trang trí hoa văn trên nền sáng; hoặc còn có loại tương tự màu chàm nhưng ít trang trí hoa văn. Váy là loại kín (hình ống). Cạp váy chỉ dùng để dắt váy, dưới cạp được chiết ly, thân váy được thêu, ghép hoa sặc sỡ. Bên ngoài còn có tấm choàng váy, hai mép và phía dưới được trang trí hoa văn. Có nhóm mặc quần, đi giày vải.